# Malacomys
Malacomys — рід гризунів з родини мишевих родом з Африки на південь від Сахари. Єдиний рід триби Malacomyini.

## Морфологічна характеристика
Довжина голови і тулуба від 107 до 183 мм, довжина хвоста від 121 до 209 мм, вага до 130 грамів. Волосяний покрив щільний, м'який, оксамитовий. Морда подовжена. Вуха великі. Хвіст довгий і вкритий рідкісними волосками. Лапи стрункі і дещо витягнуті. П'ятий палець ноги довгий, великий палець довший за норму.

## Середовище проживання
Середовище їх проживання — ділянки з густою рослинністю поблизу водойм.

## Спосіб життя
Вони ведуть нічний спосіб життя, а вдень відпочивають у саморобних гніздах із трави та листя, які будують у тріщинах землі чи в коріннях дерев. Добре лазять по деревах. Раціон складається з майже рівних частин рослинного (фрукти, насіння, горіхи) і тваринного матеріалу (комахи, равлики, краби).